# Hylettus stigmosus
Hylettus stigmosus är en skalbaggsart som beskrevs av Monné 1982. Hylettus stigmosus ingår i släktet Hylettus och familjen långhorningar. Inga underarter finns listade i Catalogue of Life.